# ناجي علوش
ناجي علوش (بيرزيت 1935- عمّان 2012) مناضل وشاعر وباحث وناقد قومي عربي ونقابي وقائد سياسي. كان من أشد المنحازين لقضايا الوطن والأمة العربية. وهو والد المفكر والمناضل الدكتور إبراهيم علوش.

## حياته
ولد في قرية بير زيت التابعة لمدينة رام الله لعائلة فلاحين متواضعة الحال مسيحية الديانة. تعلم في مدارس قريته وحصل على شهادة (المترك) من الكلية الأهلية الثانوية في رام الله عام 1955. وعمل بعد تخرجه معلماً في الفحيص في الأردن. كان والده إبراهيم يعمل في أراضي الفلاحين الموسرين في بناء «السناسل» الحجرية وتطعيم الأشجار المثمرة وكان يقرأ الشعر القديم والقرآن الكريم. تبنى ناجي الفكر اليساري مع أخيه جميل علوش منذ سنوات مراهقتهما. بدأ حياته السياسة بالانضمام إلى حزب البعث العربي الاشتراكي، كما بدأ اشتراكياً وبقي كذلك حتى وفاته. تزوج من سميرة عسل شقيقة الشهيد جورج عسل؛ والمناضل والمفكر منير شفيق. أنجب علوش ابن واحد هو إبراهيم علوش وابنة واحدة هي سلوى.
بعد أن علّم ناجي علوش في مدارس الأردن لسنة واحدة سافر إلى الكويت عام 1956 حيث وجد تعاطفا مع مبادئه القومية العربية وأفكاره السياسية الثورية بين المغتربين العرب الآخرين. عمل في مستودعات الأدوية التابعة لوزارة الصحة، وفي صحيفة «أضواء المدينة» الكويتية حتى عام 1964. خرج من حزب البعث رغم أنه تسلّم منصب الأمين القطري للحزب في الكويت عام 1959 وذلك على خلفية الصراع بين ميشيل عفلق وعبد الله الريماوي. ثم سافر إلى بيروت وعمل خلال السنوات 1964-1969 في إدارة مجلة دار الطليعة في بيروت. قدمت المجلة نقداً نظرياً وسياسياً للشيوعيين العرب بسبب موقفهم آنذاك من الوحدة العربية وتحرير فلسطين. خلالها أشرف ناجي علوش على عملية ترجمة الأعمال الكاملة للزعيم الكوري الراحل كيم إيل سونغ. وانتخب علوش رئيسا لاتحاد الكتاب والصحفيين الفلسطينيين.
في عام 1969 عاد إلى العاصمة عمّان وعمل حتى عام 1971 في مجالي السياسة والأدب، وفي عام 1971 سافر لبيروت حتى عام 1980، ثم غادر إلى بغداد وأقام فيها حتى عام 1981 قبل أن يغادرها في العام نفسه إلى دمشق لمواصلة عمله السياسي، وبعد عودته للأردن واصل نشاطه الأدبي والسياسي.
عُرف ناجي علّوش باجتماعيته ودماثة أخلاقه ورقتها واحترامه لأدب الحوار والاختلاف حتى شهد له عموم أصدقائه وخصومه بذلك في عدد كبير من المقالات التي كتبت بعد وفاته. كان لا يشرب الخمر ولا يدخن ولا يسمع الموسيقى ولا يشاهد الأفلام أو المسلسلات أو المباريات الرياضية. وكان ديموقراطياً متفهماً لمن لا يوافقه، ولم يكن يؤذي الناس بكلامٍ جارح أو سلوكٍ متشدد، ومتقبلاً لمن يختلف معهم في عاداتهم. وكان يعتمد وسيلة الحوار والإقناع والهيبة. أصيب بجلطة دماغية بعد عودته من الحدود الأردنية-السورية يوم 25/11/1997 أصابته بالشلل النصفي مدة أربعة عشرة عاماً. ورغم خلافاته مع ياسر عرفات، إلا أن عرفات حاول علاجه على حساب المنظمة فرفض ناجي علوش وهو في أشد المرض. تعرض ناجي علوش لعدة محاولات اغتيال وأمضى حياته متنقلا من دولة إلى أخرى.
أثناء عمله في الكويت لتسع سنوات كان يرسل معظم ما يجنيه لأهله. مات ناجي علوش وهو لا يملك باسمه قرشاً واحداً ولا شقة ولا أصول، إلا ما ورثة عن والده من أرض في بير زيت، رغم فرص الفساد الكثيرة التي أتيحت له.

## حركة فتح
كان المناضل ناجي علوش أحد قياديي حركة فتح وهو عضو سابق في المجلس الثوري للحركة. وكان أقوى من تمسكوا بالثوابت الفلسطينية بالإضافة لقيادته التيار اليساري الجذري في فتح. ترك فتح بعد خلافات مع ياسر عرفات والتيار التسووي في فتح، وآثر تغيير نهج فتح الثوري. تنقل علوش بين عدد من المدن العربية، ومن ضمنها بيروت ودمشق. أصيب بشلل نصفي لمدة 14 عاماً ثم شخص بالسرطان وتوفي في عمّان فجر الأحد 29-7-2012 عن عمر يناهز 77 عاماً.

## أعماله الأدبية
ركز علوش على دراسة الفكر العربي المعاصر. كتب كتابه الأول (الثوري العربي المعاصر) عام 1960. أمضى حياته في خدمة القضايا العربية والفلسطينية، وشعره مكرس للتعبير عن الأوضاع السياسية في الوطن العربي. يعد ناجي علوش واحداً من الشعراء الملتزمين، وقد كتب الشعر العمودي حتى عام 1957 ثم بدأ فيما بعد كتابة الشعر الحر. أصدر عدداً من المجموعات الشعرية مثل «هدية صغيرة» (1967) و«النوافذ التي تفتحها القنابل» (1972)، وقد طبعت هذه المجموعات في مجلد واحد تحت عنوان «المجموعة الشعرية الكاملة» عام 1979. نشر فيما بعد مجموعة شعرية أخرى بعنوان (الزهر والناي) (1991).
من بين مؤلفاته الأخرى:
- الثورة والجماهير (1962).
- المقاومة العربية في فلسطين (1967).
- «الماركسية والمسألة اليهودية» (1969).
- «الثورة الفلسطينية أبعادها وقضاياها» (1970).
- «مناقشات حول الثورة الفلسطينية» (1970).
- «نحو ثورة فلسطينية جديدة» (1972).
- «الحركة القومية العربية» (1975).
- «حول الحرب الأهلية في لبنان» (1976).
- التجربة الفيتنامية: دروسها السياسية والعسكرية، دار الطليعة للطباعة والنشر (1978).
- «الوطن العربي: الجغرافية الطبيعية والبشرية» (1980).
- «المشروع القومي من الدفاع إلى الهجوم» (1991).
- «الديمقراطية: المفاهيم والإشكالات» (1994).

## المواقع التي تسلمها
تسلم ناجي علوش عدة مواقع سياسية وثقافية:
- عضو مجلس أمناء المجلس القومي للثقافة العربية منذ 1985.
- عضو المجلس الثوري لحركة فتح (1970-1979).
- عضو المجلس الوطني الفلسطيني (1975-1977).
- الأمين العام لحركة التحرير الشعبية العربية.
- الأمين العام لاتحاد الكتاب والصحفيين الفلسطينيين (1972-1977)، (1977-1980). وأعيد انتخابه عام 1997.
- عضو مجلس أمناء مركز دراسات الوحدة العربية منذ 1974 وحتى وفاته.
- مدير دار الطليعة للطباعة والنشر، ومدير تحرير مجلة «دراسات عربية» (1965-1972).